# Luis Orensanz Moliné
Luis Orensanz Moliné (nacido en 1881 en Zaragoza) fue un médico y político español.

## Reseña biográfica
Fue médico odontólogo. De curioso parecido con Manuel de Falla y tatarabuelo del popular pianista de “jazz” Miguel Lorán.
Presidente de la Sociedad Odontológica de Aragón.
Miembro de la primera Junta de Gobierno de los Colegios Odontológicos Nacionales.
Concejal del Ayuntamiento de Zaragoza.
Vicepresidente y presidente accidental y posteriormente presidente electo de la Diputación Provincial de Zaragoza.
Diputado provincial de Zaragoza en representación del distrito San Pablo-Cariñena.
Del 9 de abril de 1932 al 6 de julio de 1935 fue presidente de la Diputación Provincial de Zaragoza.
Dimitió por incompatibilidad en el cargo en la sesión de 6 de julio de 1935.
Del 25 de julio de 1936 al 16 de agosto de 1936 fue presidente de la Diputación Provincial de Zaragoza.
Participó en la elaboración del Anteproyecto del Estatuto de la Región Aragonesa.
| Predecesor: Lucas Ernesto Montes Azcona | Presidente de la Diputación Provincial de Zaragoza 9 de abril de 1932 - 6 de julio de 1935    | Sucesor: Luis Zarazaga Gutiérrez |
| Predecesor: Manuel Pérez-Lizano Pérez   | Presidente de la Diputación Provincial de Zaragoza 25 de julio de 1936 - 16 de agosto de 1936 | Sucesor: Miguel Allué Salvador   |